# L2キャッシュ
L2キャッシュ（英: level 2 cache）はマルチレベルキャッシュ内の第2層キャッシュメモリである。2次キャッシュ、セカンダリキャッシュとも呼ばれる。
キャッシュメモリには容量と速度のトレードオフが存在する。容量・速度の異なるキャッシュの階層構造をもつマルチレベルキャッシュの中で、2番目に容量が小さく2番目に速い階層がL2キャッシュである。最も小さく速い階層がL1キャッシュである。
L1キャッシュはCPUのアーキテクチャと密接に連動して動くため、高速だが容量を増やすことが難しい。そのためメインメモリよりは高速で、L1キャッシュよりも容量を増やすことが容易なL2キャッシュがCPUの性能向上の手段として有効である。

## 歴史
Intel486～Intel Pentium初代ではL2キャッシュはCPUではなくマザーボードに任意として搭載されていた。当初はDRAMがシステムバスの速度と比べてわずかに遅かったために、メインメモリとの間に設置される高速アクセスを仲介するSRAMとして設置された。しかしクロックダブラー等でクロック速度が増加するにつれてマザーボードに搭載のL2キャッシュは搭載されることなく、CPUの中に搭載されることになる。
Pentium IIなどのCPUでは、CPUダイと独立したSRAMをL2キャッシュとしてCPUボードに実装していたが、現在ではCPUのシリコンダイの上に演算回路と一緒に形成する手法が一般的である。

## 性能

### 容量
年を経るごとにL2キャッシュ容量は増加する傾向にある。
| メーカー | コードネーム               | サイズ [MB/コア] | データ保持 | 登場年     |
| -------- | -------------------------- | ---------------- | ---------- | ---------- |
| Intel    | Nehalem ～ Comet Lake      | 0.25             | Inclusive  | 2008～2019 |
| Intel    | Rocket Lake ～ Ice Lake    | 0.50             | Inclusive  | 2019～2021 |
| Intel    | Tiger Lake ～ Alder Lake   | 1.25             | Exclusive  | 2020～2021 |
| Intel    | Raptor Lake ～ Meteor Lake | 2.00             | Exclusive  | 2022～2023 |
| AMD      | K10                        | 0.50             | Exclusive  | 2007       |
| AMD      | Bulldozer ～ Piledriver    | 2.00             | Exclusive  | 2011～2012 |
| AMD      | Zen ～ Zen 3               | 0.50             | Inclusive  | 2017～2020 |
| AMD      | Zen 4 ～ Zen 5             | 1.00             | Inclusive  | 2022～2024 |

### レイテンシ
L2キャッシュのレイテンシはメインメモリより短くL1キャッシュより長い。例えば Intel Xeon E5-2686（Broadwell, L1-32KB/L2-256KB/L3-46MB構成）では実測で約10サイクルである（main: 約208サイクル、L1: 約4サイクル）。